# Бабяни
Бабяни (на гръцки: Λάκκα, Лака, до 1928 година Μπάμπιανη, Бабяни) е село в Егейска Македония, дем Пела на област Централна Македония.

## География
Селото е разположено в Солунското поле на надморска височина от 120 m, на 20 km северозападно от град Енидже Вардар (Яница) и на 8 km северозападно от Ново Въдрища (Неос Милотопос).

## История

### Етимология
Според Йордан Заимов етимологията на името Бабяни е от баба, „стара жена“, което „твърде често в планински места, където означава чукари с гърбица като на баба“.

### В Османската империя
В началото на XX век Бабяни е село в Ениджевардарска каза на Османската империя. Александър Синве („Les Grecs de l’Empire Ottoman. Etude Statistique et Ethnographique“), който се основава на гръцки данни, в 1878 година пише, че в Бабяни (Babiani), Воденска епархия, живеят 120 гърци. Към 1900 година според статистиката на Васил Кънчов („Македония. Етнография и статистика“) Бабяни брои 168 жители българи.
Цялото население на селото е под върховенството на Българската екзархия. По данни на секретаря на Екзархията Димитър Мишев („La Macédoine et sa Population Chrétienne“) в 1905 година в Бабяни (Babiani) има 160 българи екзархисти.
Българският кукушки околийски училищен инспектор Никола Хърлев пише през 1909 година:
| „ | Бабян, 7-8/III, 1 ч. от Мандалево. 26 български екзархийски къщи. И тук [като в Мандалево] зимата живеят 18-20 влашки семейства. Поминъкът е само земеделие. Десет минути вън от селото, в самите поли на Паяк планина, има манастир „Св. Богородица“, без монаси. Той притежава около 150 погона нивя, ала приходите му се злоупотребяват. Манастирската черква, в която се черкуват селяните е затворена. Сега за пръв път се отваря училище. Училището е двуетажно. Долният етаж е яхър, горе има малко открито коридорче и класна стая с таван 3Х5Х2 m, осветлявана от два прозореца без стъкла. | “ |

### В Гърция
През Балканската война в 1912 година селото е окупирано от гръцки части и остава в Гърция след Междусъюзническата война в 1913 година. 
Боривое Милоевич пише в 1921 година („Южна Македония“), че Бабяни (Бабјани) има 27 къщи славяни християни.
След 1924 година в България се изселват само три-четири семейства. В 1928 година е прекръстено на Лака. След Гръцката гражданска война в селото са заселени власи от епирското село Денско (Аетомилица) и от съседното изгорено през войната Ливада. Според Тодор Симовски власите като брой са равни на местните. През зимата на 1947 година населението е изселено в Гюпчево, но се връща след нормализацията на положението.
В периода на Втората световна война 40 души са членове на Солунски български клуб и получават лични карти.
Селото е полупланинско и населението предимно се занимава със скотовъдство, но също така отглежда жито, тютюн и овошки.
| Име          | Име           | Ново име      | Ново име        | Описание                       |
| ------------ | ------------- | ------------- | --------------- | ------------------------------ |
| Развала      | Ράσβαλα       | Халасма       | Χάλασμα         | местност на Ю и на И от Бабяни |
| Коюпица      | Κουγιουπίτσα  | Проватоливадо | Προβατολίβαδο   | река на И от Бабяни            |
| Момчова бара | Μόμψοβα Μπάρα | Неростама     | Νερόσταμα       |                                |
| Момина врата | Μόμινα Βράτα  | Порта Корициу | Πόρτα Κοριτσιού | местност на С от Бабяни        |

| Година    | 1913 | 1920 | 1928 | 1940 | 1951 | 1961 | 1971 | 1981 | 1991 | 2001 | 2011 | 2021 |
| --------- | ---- | ---- | ---- | ---- | ---- | ---- | ---- | ---- | ---- | ---- | ---- | ---- |
| Население | 173  | 185  | 269  | 246  | 342  | 430  | 476  | 470  | 430  | 401  | 372  | 327  |

## Личности
Родени в Бабяни
- Гацо Траев, български революционер от ВМОРО, четник на Апостол Петков[14]
- Георги Попатанасов (Γεώργιος Παπαθανάσης), гръцки андартски деец от трети клас[15]
- Христо Бабянски (? – 1905), български харамия и революционер от ВМОРО
- Димитър Бабянски (? – 1943), революционер от ВМОРО, брат на Христо Бабянски[16]
- Коста Джина (? – 1945), гръцки комунист, деец на НОФ

Починали в Бабяни
- Димитър Икономов (Παπα-Δημήτρης Οικονόμου, ? – 1909), гръцки андартски деец, агент от трети ред
- Кольо Гогичев, български революционер от Тушин, деец на ВМОРО, убит при Бабяни[17]